# Bóng đá tại Đại hội Thể thao Đông Nam Á 1997 – Nữ
Nội dung bóng đá nữ tại Đại hội Thể thao Đông Nam Á 1997 được tổ chức tại Indonesia từ ngày 7 tháng 10 đến ngày 17 tháng 10 năm 1997. Không có giới hạn độ tuổi với các đội tuyển nữ.
Thái Lan đã bảo vệ thành công tấm huy chương vàng sau khi đánh bại Myanmar 5–0 trong trận chung kết. Việt Nam giành tấm huy chương đồng sau khi vượt qua Indonesia.

## Lịch thi đấu
Dưới đây là lịch thi đấu cho nội dung bóng đá nữ.
| G | Vòng bảng | ½ | Bán kết | B | Tranh huy chương đồng | F | Chung kết |

| T3 7 | T4 8 | T5 9 | T6 10 | T7 11 | CN 12 | T2 13 | T3 14 | T4 15 | T5 16 | T6 17 | T6 17 |
| ---- | ---- | ---- | ----- | ----- | ----- | ----- | ----- | ----- | ----- | ----- | ----- |
| G    |      | G    |       |       | G     |       | ½     |       |       | B     | F     |

## Các quốc gia tham dự
6 đội tuyển trong tổng số 10 quốc gia thành viên của Đông Nam Á đã tham dự nội dung thi đấu này. 
| - Indonesia (INA) - Malaysia (MAS) - Myanmar (MYA) | - Philippines (MYA) - Thái Lan (THA) - Việt Nam (VIE) |

## Địa điểm
Hai địa điểm diễn ra các trận đấu bóng đá nữ là sân vận động Pajajaran ở Bogor và sân vận động chính thuộc Khu liên hợp thể thao Senayan ở thủ đô Jakarta. Sân vận động Senayan chỉ tổ chức các trận tranh huy chuơng đồng và trận chung kết.
| Jakarta                                                                   | Bogor                  |
| ------------------------------------------------------------------------- | ---------------------- |
| Sân vận động Senayan                                                      | Sân vận động Pajajaran |
| Sức chứa: 110.000                                                         | Sức chứa: 25.000       |
|                                                                           |                        |
| JakartaBogorBóng đá tại Đại hội Thể thao Đông Nam Á 1997 – Nữ (Indonesia) |                        |

## Đội hình
Mỗi đội tuyển phải đăng ký một danh sách cuối cùng gồm 18 cầu thủ, trong đó tối thiểu hai cầu thủ là thủ môn.

## Bốc thăm
Lễ bốc thăm được tổ chức tại Jakarta, Indonesia. Sáu đội tuyển trong giải đấu nữ được bốc thăm chia thành hai bảng, mỗi bảng ba đội. Các đội tuyển được xếp vào ba nhóm hạt giống theo thành tích của họ tại kỳ đại hội trước. Đương kim vô địch Thái Lan và đương kim á quân Malaysia được xếp vào nhóm hạt giống số 1. 
| Nhóm 1                  | Nhóm 2                | Nhóm 3                   |
| ----------------------- | --------------------- | ------------------------ |
| Thái Lan (C) · Malaysia | Myanmar · Philippines | Indonesia (H) · Việt Nam |

## Vòng bảng
Hai đội đứng đầu mỗi bảng lọt vào vòng bán kết.
Các tiêu chí xếp hạng
Các đội được xếp hạng theo điểm (3 điểm cho 1 trận thắng, 1 điểm cho 1 trận hòa và 0 điểm cho 1 trận thua), và nếu bằng điểm, các tiêu chí sau đây sẽ được áp dụng theo thứ tự, để xác định thứ hạng:
1. Điểm trong các trận đối đầu trực tiếp giữa các đội bằng điểm;
2. Hiệu số bàn thắng thua trong các trận đối đầu trực tiếp giữa các đội bằng điểm;
3. Số bàn thắng ghi được trong các trận đối đầu trực tiếp giữa các đội bằng điểm;
4. Nếu có nhiều hơn hai đội bằng điểm, và sau khi áp dụng tất cả các tiêu chí đối đầu ở trên, một nhóm nhỏ các đội vẫn còn bằng điểm nhau, tất cả các tiêu chí đối đầu ở trên được áp dụng lại cho riêng nhóm này;
5. Hiệu số bàn thắng thua trong tất cả các trận đấu bảng;
6. Số bàn thắng ghi được trong tất cả các trận đấu bảng;
7. Bốc thăm.

### Bảng A
| VT | Đội         | ST | T | H | B | BT | BB | HS | Đ | Giành quyền tham dự     |
| -- | ----------- | -- | - | - | - | -- | -- | -- | - | ----------------------- |
| 1  | Thái Lan    | 2  | 2 | 0 | 0 | 4  | 2  | +2 | 6 | Vòng đấu loại trực tiếp |
| 2  | Việt Nam    | 2  | 1 | 0 | 1 | 4  | 3  | +1 | 3 | Vòng đấu loại trực tiếp |
| 3  | Philippines | 2  | 0 | 0 | 2 | 0  | 3  | −3 | 0 |                         |

| Thái Lan | 3–2 | Việt Nam |
| -------- | --- | -------- |
|          |     |          |

| Việt Nam | 2–0 | Philippines |
| -------- | --- | ----------- |
|          |     |             |

| Philippines | 0–1 | Thái Lan |
| ----------- | --- | -------- |
|             |     |          |

#### Bảng B
| VT | Đội           | ST | T | H | B | BT | BB | HS | Đ | Giành quyền tham dự     |
| -- | ------------- | -- | - | - | - | -- | -- | -- | - | ----------------------- |
| 1  | Myanmar       | 2  | 1 | 1 | 0 | 2  | 1  | +1 | 4 | Vòng đấu loại trực tiếp |
| 2  | Indonesia (H) | 2  | 0 | 2 | 0 | 2  | 2  | 0  | 2 | Vòng đấu loại trực tiếp |
| 3  | Malaysia      | 2  | 0 | 1 | 1 | 1  | 2  | −1 | 1 |                         |

| Myanmar | 1–1 | Indonesia |
| ------- | --- | --------- |
|         |     |           |

| Malaysia | 0–1 | Myanmar |
| -------- | --- | ------- |
|          |     |         |

| Indonesia | 1–1 | Malaysia |
| --------- | --- | -------- |
|           |     |          |

## Vòng đấu loại trực tiếp
Trong vòng đấu loại trực tiếp, nếu một trận đấu có kết quả hòa sau 90 phút:
- Tại trận tranh huy chương đồng, sẽ không thi đấu hiệp phụ, trận đấu được quyết định bằng loạt sút luân lưu.
- Tại trận bán kết và trận chung kết, sẽ tổ chức thi đấu hiệp phụ (có áp dụng luật bàn thắng vàng). Nếu kết quả vẫn hòa sau hiệp phụ, loạt sút luân lưu sẽ được sử dụng để xác định đội thắng.

### Sơ đồ
|  | Bán kết               | Bán kết |                            |   | Trận tranh huy chương vàng | Trận tranh huy chương vàng |
|  |                       |         |                            |   |                            |                            |
|  | 14 tháng 10 – Bogor   |         |                            |   |                            |                            |
|  |                       |         |                            |   |                            |                            |
|  | Thái Lan              | 2       |                            |   |                            |                            |
|  | Thái Lan              | 2       | 17 tháng 10 – Jakarta      |   |                            |                            |
|  | Indonesia             | 0       |                            |   |                            |                            |
|  | Indonesia             | 0       | Thái Lan                   | 5 |                            |                            |
|  | 14 tháng 10 – Bogor   |         | Thái Lan                   | 5 |                            |                            |
|  |                       | Myanmar | 1                          |   |                            |                            |
|  | Myanmar               | Myanmar | 1                          | 3 |                            |                            |
|  | Myanmar               |         |                            | 3 |                            |                            |
|  | Việt Nam              | 2       |                            |   |                            |                            |
|  | Việt Nam              | 2       | Trận tranh huy chương đồng |   |                            |                            |
|  |                       |         |                            |   |                            |                            |
|  | 17 tháng 10 – Jakarta |         |                            |   |                            |                            |
|  |                       |         |                            |   |                            |                            |
|  | Indonesia             | 0       |                            |   |                            |                            |
|  | Indonesia             | 0       |                            |   |                            |                            |
|  | Việt Nam              | 2       |                            |   |                            |                            |

### Các trận đấu

#### Bán kết
| Thái Lan | 2–0 | Indonesia |
| -------- | --- | --------- |
|          |     |           |

| Myanmar | 3–2 | Việt Nam |
| ------- | --- | -------- |
|         |     |          |

#### Tranh huy chương đồng
| Indonesia | 0–2 | Việt Nam |
| --------- | --- | -------- |
|           |     |          |

#### Tranh huy chương vàng
| Thái Lan | 5–1 | Myanmar |
| -------- | --- | ------- |
|          |     |         |

### Huy chương vàng
| Bóng đá nữ Đại hội Thể thao Đông Nam Á 1997 |
| ------------------------------------------- |
| · Thái Lan · Lần thứ 3                      |

## Thống kê

### Cầu thủ ghi bàn
Đã có 28 bàn thắng ghi được trong 10 trận đấu, trung bình 2.8 bàn thắng mỗi trận đấu.

### Bảng xếp hạng
| VT | Đội           | ST | T | H | B | BT | BB | HS | Đ  | Kết quả chung cuộc        |
| -- | ------------- | -- | - | - | - | -- | -- | -- | -- | ------------------------- |
| 1  | Thái Lan      | 4  | 4 | 0 | 0 | 11 | 3  | +8 | 12 | Vô địch - Huy chương vàng |
| 2  | Myanmar       | 4  | 2 | 1 | 1 | 6  | 8  | −2 | 7  | Á quân - Huy chương bạc   |
| 3  | Việt Nam      | 4  | 2 | 0 | 2 | 8  | 6  | +2 | 6  | Hạng ba - Huy chương đồng |
| 4  | Indonesia (H) | 4  | 0 | 2 | 2 | 2  | 6  | −4 | 2  | Hạng tư                   |
|    |               |    |   |   |   |    |    |    |    |                           |
| 5  | Malaysia      | 2  | 0 | 1 | 1 | 1  | 2  | −1 | 1  | Bị loại ở vòng bảng       |
| 6  | Philippines   | 2  | 0 | 0 | 2 | 0  | 3  | −3 | 0  | Bị loại ở vòng bảng       |